# متحف ديار العز
متحف ديار العز أحد متاحف منطقة الرياض يقع في محافظة المزاحمية , أسسه سعيد علي الغامدي، يحتوي المتحف على أكثر من 12000 قطعة تراثية مختلفة لعل أكثرها العملات القديمة، حيث يتكون المتحف من قاعتي عرض متجاورتين مساحة الأولى 88 متر مربع، ومساحة القاعة الثانية 40 متر مربع، وقد تم تخصيص القاعة الأولى لعرض العملات الورقة والمعدنية بمختلف أنواعها وفتراتها الزمنية، أما القاعة الثانية فقد خصصت للملابس النسائية وأدوات الزينة والطوابع وبعض الوثائق القديمة وأدوات الطبخ والمأكل والمشرب وبعض الفخاريات والجلديات، ويوجد في المتحف عدد كبير من القطع التراثية الأخرى بأحد المستودعات سيخصص لها قاعة ثالثة لعرضها للزوار.